# Seznam gabonskih pesnikov
Seznam gabonskih pesnikov.

## N
- Pascal Ndouna-Depenaud

## R
- Anges-François Ratanga-Atoz
- Georges Rawiri-Bouroux